# 山田元 (稲城市長)
山田 元（やまだ もと、1928年7月8日 - 1997年1月5日）は、日本の政治家。第2代稲城市長。

## 生涯
東京出身。早稲田大学専門部中退。森直兄が市長の時は助役を務めた。
1987年、稲城市長選挙に立候補し当選。
1991年の稲城市長選挙で再選を目指したが石川良一に敗れ落選。
1997年1月5日、多臓器不全のため死去。68歳没。